# Dragon Ball Z: Chikyū Marugoto Chōkessen
Dragon Ball Z: Mầm cây sinh lực (ドラゴンボールZ 地球まるごと超決戦 Doragon Bōru Zetto Chikyū Marugoto Chōkessen) là bộ phim Dragon Ball Z thứ ba trong loạt. Được sản xuất vào ngày 7 tháng 7 năm 1990 tại Nhật Bản và ở Bắc Mĩ vào ngày 17 tháng 3 năm 1998.

## Tổng quan
Một Saiyan cùng động bọn đến Trái Đất, Turles nhằm mục đích cho giống cây sức mạnh vào Trái Đất để khi cây cho ra quả, Turles sẽ ăn quả cây sức mạnh để làm bá chủ vũ trụ. Nhưng khi cây sức mạnh cho quả, Trái Đất sẽ tàn lụi, mọi sinh vật sẽ chết. Để ngăn chặn điều đó, nhóm Goku quyết định khiêu chiến với quân Turles.
== Nội dung ==vvbb

## Lồng tiếng
| Nhân vật     | Lồng tiếng (Tiếng Nhật / Toei Animation) | Lồng tiếng (Tiếng Anh / Ocean Group)           | Lồng tiếng (Tiếng Anh / FUNimation) |
| ------------ | ---------------------------------------- | ---------------------------------------------- | ----------------------------------- |
| Goku         | Nozawa Masako                            | Ian James Corlett (TV) Peter Kelamis (VHS/DVD) | Sean Schemmel                       |
| Gohan        | Nozawa Masako                            | Saffron Henderson                              | Stephanie Nadolny                   |
| Yamcha       | Furuya Toru                              | Ted Cole                                       | Christopher Sabat                   |
| Tien         | Hirotaka Suzuoki                         | Matt Smith                                     | John Burgmeier                      |
| Chiaotzu     | Emori Hiroko                             | Cathy Weseluck                                 | Monika Antonelli                    |
| Krillin      | Tanaka Mayumi                            | Terry Klassen                                  | Sonny Strait                        |
| Piccolo      | Furukawa Toshio                          | Scott McNeil                                   | Christopher Sabat                   |
| Quy lão Kamê | Miyauchi Kōhei                           | Ian James Corlett (TV) Dave Ward (VHS/DVD)     | Mike McFarland                      |
| Bulma        | Tsuru Hiromi                             | Lalainia Lindbjerg                             | Tiffany Vollmer                     |
| Chi-Chi      | Shō Mayumi                               | Laara Sadiq                                    | Cynthia Cranz                       |
| Oolong       | Tatsuta Naoki                            | Alec Willows (TV) Doug Parker (VHS/DVD)        | Bradford Jackson                    |
| Puar         | Watanabe Naoko                           | Cathy Weseluck                                 | Monika Antonelli                    |
| King Kai     | Yanami Joji                              | Dave Ward                                      | Sean Schemmel                       |
| Rồng thiêng  | Utsumi Kenji                             | Don Brown                                      | Christopher Sabat                   |
| Icarus       | Tatsuta Naoki                            |                                                | Christopher Sabat                   |
| Rasin        | Utsumi Kenji                             | Ward Perry                                     | Andy McAvin                         |
| Lagasin      | Utsumi Kenji                             | Don Brown                                      | Andy McAvin                         |
| Daîzu        | Machi Yûji                               | Scott McNeil                                   | Mark Lancaster                      |
| Kakao        | Satouchi Shinobu                         | Alvin Sanders (TV) Don Brown (VHS/DVD)         | Jeff Johnson                        |
| Amond        | Ginga Banjo                              | Alec Willows                                   | Paul Slavens                        |
| Turles       | Nozawa Masako                            | Ted Cole                                       | Chrs Patton                         |
| Narrator     | Yanami Jōji                              | Doc Harris                                     | Kyle Hebert                         |

## Âm nhạc
- OP
  1. "CHA-LA HEAD-CHA-LA"
    - Lời: Mori Yukinojō, Nhạc: Kiyoka Chiho, Arrangement: Yamamoto Kenji, Thể hiện: Kageyama Hironobu
      - Lời bài hát
- ED
  1. まるごと (Marugoto (The Whole World?)
    - Lời: Satō Dai, Nhạc: Kiyoka Chiho, Arrangement: Yamamoto Kenji, Thể loại: Kageyama Hironobu & Ammy
      - Lời bài hát